# Myoxomorpha vidua
Myoxomorpha vidua är en skalbaggsart som beskrevs av Lacordaire 1872. Myoxomorpha vidua ingår i släktet Myoxomorpha och familjen långhorningar.
Artens utbredningsområde är Paraguay. Inga underarter finns listade i Catalogue of Life.